# История почты и почтовых марок Западного Грикваленда

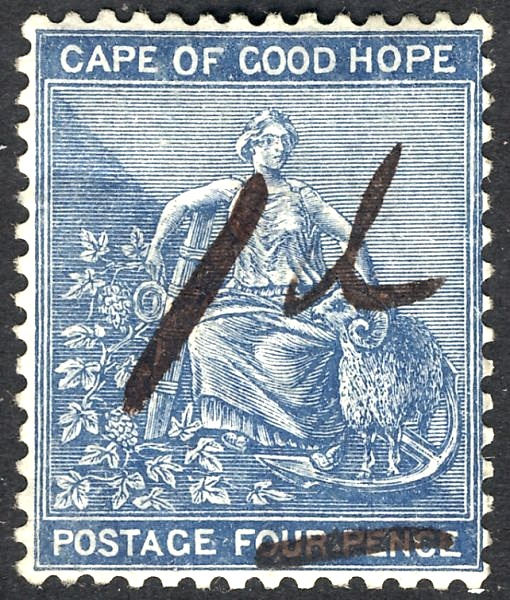
Почтовая марка Мыса Доброй Надежды 1874 г. выпуска с надпечаткой нового тарифа, сделанной местным почтмейстером для использования в Западном Грикваленде

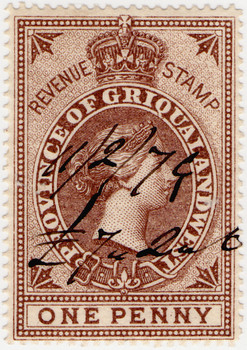
Фискальная марка Западного Грикваленда номиналом один пенни, 1879 г.

История почты и почтовых марок Западного Грикваленда описывает развитие почтовой связи в Западном Грикваленде, бывшей британской колонии, которая в настоящее время находится в составе Южно-Африканской Республики. В Западном Грикваленде эмитировались собственные почтовые марки.

## Выпуски почтовых марок

### Первые почтовые марки
Первыми почтовыми марками, использовавшимися на территории Западного Грикваленда, были почтовые марки Мыса Доброй Надежды с октября 1871 года, которые можно определить по оттискам почтовых штемпелей на них.
В сентябре 1877 года в обращение поступили почтовые марки Мыса Доброй Надежды номиналом 4 пенса, на которых почтмейстер Кимберли надписал тушью новый тариф «1d» («1 пенни»).
Первые почтовые марки специально для Западного Грикваленда были эмитированы в марте 1877 года и представляли собой почтовые марки Мыса Доброй Надежды с надпечаткой англ. «G. W.» или «G.» (сокр. от «Западный Грикваленд» или «Грикваленд»).
В 1880 году Западный Грикваленд был аннексирован Капской колонией.